# Талицы (Кирилловский район)
Талицы — село в Кирилловском районе Вологодской области. Административный центр Талицкого сельского поселения и Талицкого сельсовета.
Расстояние до районного центра Кириллова по автодороге — 65 км. Ближайшие населённые пункты — Желобново, Ельник, Дор.
По переписи 2002 года население — 933 человека (427 мужчин, 506 женщин). Преобладающая национальность — русские (98 %).